# Pudgy the Watchman
Pudgy the Watchman es un corto de animación estadounidense de 1938, de la serie de Betty Boop. Fue producido por los estudios Fleischer y distribuido por Paramount Pictures. En él aparecen Betty Boop y Pudgy, su mascota.

## Argumento
En casa de Betty Boop se presenta Al E. Katz, un gato exterminador de ratones. Hasta el momento, los ratones eran amigos de Pudgy y vivían tranquilos en el sótano, pero, tras contratar Betty al gato raticida, la situación cambia radicalmente.

## Producción
Pudgy the Watchman es la septuagésima novena entrega de la serie de Betty Boop y fue estrenada el 12 de agosto de 1938.